# Museo de Ulía
El Museo de Ulía es un museo situado en la localidad de Montemayor, en la provincia de Córdoba, España. 

## Historia

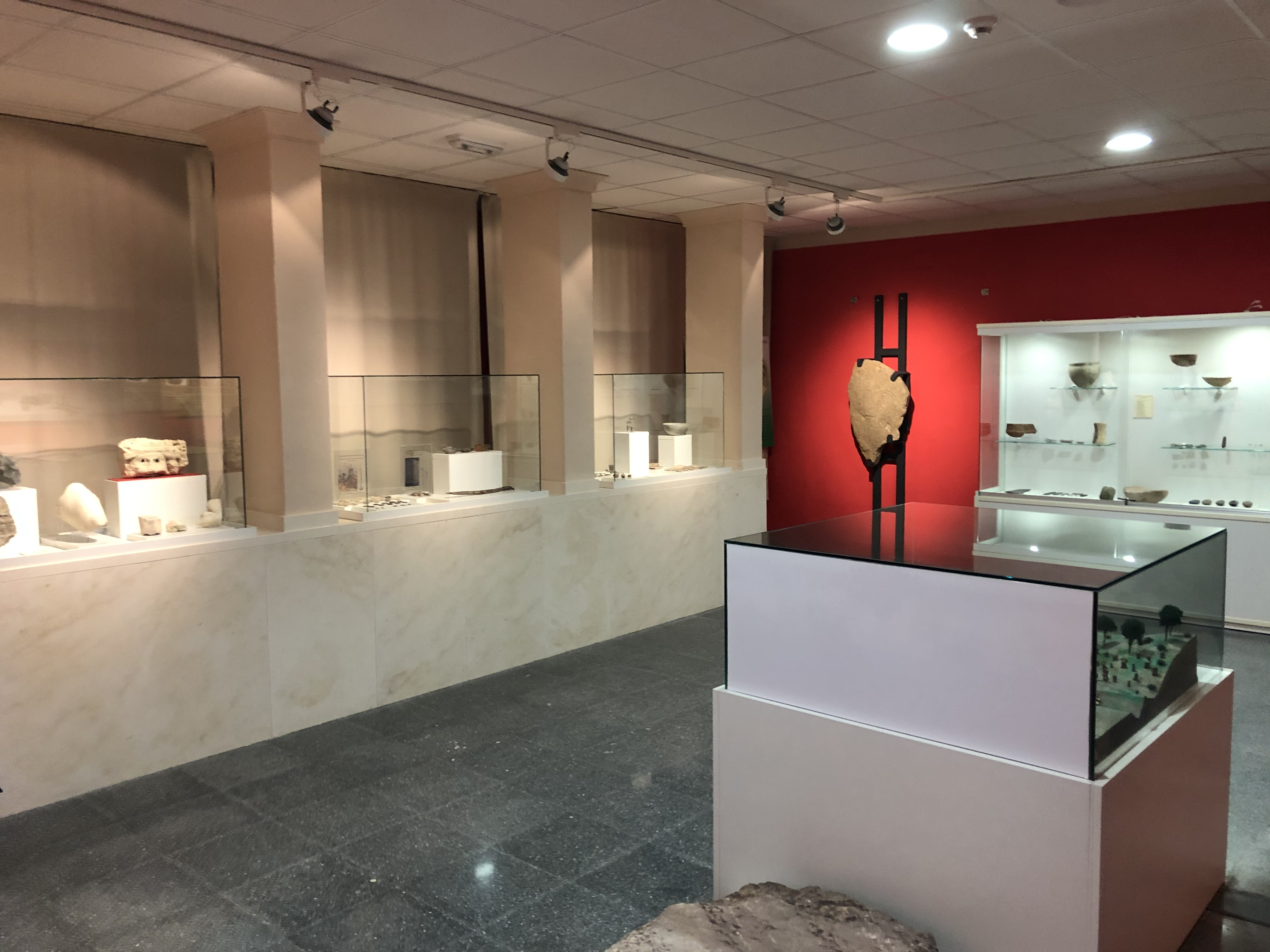
Primera sala del museo, dedicada a la evolución histórica desde la prehistoria hasta la fundación del municipio romano

El museo fue creado por Decreto del Obispado de Córdoba de fecha 3 de noviembre de 1973, para albergar las piezas arqueológicas que desde antiguo se conservaban en la iglesia de Montemayor y las reunidas por el párroco Pablo Moyano Llamas a partir de 1965, con la colaboración de los vecinos, para formar un museo arqueológico que acogiera el rico patrimonio histórico de Montemayor y en particular los restos arqueológicos de la ciudad íbero-romana de Ulía.
Los fondos del museo se componen de la colección de piezas arqueológicas que se conservaban en la parroquia y de otros materiales arqueológicos procedentes de hallazgos casuales, reunidos y donados al museo por particulares. La colección consta de más de 300 piezas desde la prehistoria hasta la época musulmana, sobresaliendo las de procedencia ibérica y romana, entre ellas esculturas, como la Venus de Montemayor o el Sátiro, cerámicas, bronces tan destacables como el hacha ibérica, inscripciones y una amplia colección numismática, así como fósiles encontrados en la zona.
Actualmente el museo está ubicado en el edificio de la Casa de la Cultura de Montemayor. Este edificio de mediados del siglo XX ha tenido distintos usos, desde escuelas de primaria hasta Hogar del pensionista.

## Fuente
- Boletín Oficial de la Junta de Andalucía: ORDEN de 12 de junio de 1997, por la que se acuerda la inscripción del Museo de Ulía, de Montemayor (Córdoba), en el Registro de Museos de Andalucía.